# Johan Banér
Johan Gustafsson Banér, též Banier, Banner, Banerus nebo Bannier, někdy ve starší literatuře i Jan (23. června 1596, Djursholm – 10. května 1641, Halberstadt), byl švédský vojevůdce v době třicetileté války, vrchní velitel švédského vojska ve Svaté říši římské. Od roku 1638 do své smrti byl švédským místodržitelem v Pomořansku.

## Život

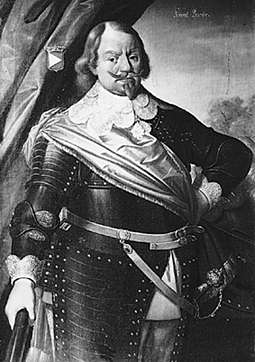
Johan Banér

Johan Gustafsson Banér se narodil jako syn Gustafa Banéra ze starobylé švédské šlechtické rodiny Banérů a jeho manželky Kristýny Svantesdotter Stuerové. Jeho rod byl v roce jeho narození povýšen do rytířského stavu.
Roku 1615 vstoupil do švédské armády. Roku 1621 byl u Rigy těžce zraněn a následně byl povýšen na plukovníka. V roce 1623 poprvé se oženil. Roku 1626 byl jmenován v Rize velitelem. Roku 1629 se účastnil jednání s Polskem a roku 1630 se stal generálem pěchoty, krátce poté táhl s králem Gustavem Adolfem do Německa.
V bitvě u Breitenfeldu (1631) poprvé velel švédské jízdě, jako velitel pravého křídla švédské sestavy úspěšně odrazil útok císařské jízdy, vyznamenal se při dobývání Aušpurku a Mnichova, v bitvách u Donauwörthu a na řece Lechu (15. dubna 1632). V bitvě u Alte Veste v létě 1632 byl raněn do ruky. Při ústupu Švédů k Lützenu byl pověřen velením švédských oddílů v týlu a donutil císařského velitele Aldringena k ústupu z Bavorska.
Společně se saskou armádou pak vtáhl do Čech, ale celé tažení zastavila porážka Bernarda Výmarského v bitvě u Nördlingenu 6. září 1634. Po uzavření pražského míru (1635) zůstal se švédskou armádou ve velmi nejistých pozicích, ale švédská vítězství u Kiritzu a Wittstocku (4. října 1636) obnovila švédskou kampaň v Německu. V roce 1637 ustoupil s armádou do Torgau a za Odru do Pomořan. V roce 1639 porazil nepřítele u Saské Kamenice a vtáhl znovu do Čech. Přestože vydal tiskem plamenné provolání o svobodě, kterou přináší českému lidu, Praha se mu (poprvé za celou válku) postavila na odpor. Pro nedostatek pěchoty a těžkého dělostřelectva zanechal obléhání, usídlil se v severovýchodních Čechách a místo osvobozování zahájil jejich systematické plenění. Na jaře 1640 opustil dokonale vyjedené Čechy a vrátil se do Německa.
V květnu 1640 se u Erfurtu setkal s vojsky svých nových spojenců. Byli to především Francouzi, dále francouzskými penězi zaplacení bernardovci (osiřelí vojáci zemřelého vévody Bernarda Výmarského), armáda vévody Jiřího Lüneburského a armáda lantkraběnky Amálie Alžběty Hesenské. Společně s Banérovými vojáky byla celková síla uskupení 32 000 vojáků. Avšak jednotliví aktéři měli rozdílné úmysly: zatímco Banér chtěl znovu napadnout císařovy české a rakouské dědičné země, Francouzi se nechtěli vzdalovat od svých rýnských hranic, Hesenští chtěli vojsko rozdělit a společně s Francouzi táhnout do Nizozemska na Španěly, Lüneburští chtěli udržet celé vojsko pohromadě, z obavy před napadením nedalekého Lüneburgu. Hlavním motivem bernardovců pak bylo především získání co nejvíc peněz za co nejméně námahy.
Tato situace se odrazila na zdravotním stavu v té době pětačtyřicetiletého Johana Banéra, cholerického alkoholika s nemocnými játry. Po celé léto manévrovaly nakonec obě nepřátelské armády křížem krážem po vyjedeném, zpustošeném a nesčetněkrát vydrancovaném území Vestfálska a Frank. V zimě provedl Banér drzý nájezd k Řeznu, kde zasedal říšský sněm. Pouze tání ledu na Dunaji zachránilo město před kapitulací. Banérovým jezdcům se při té příležitosti téměř podařilo zajmout císaře Ferdinanda III., který se zúčastnil sněmu a mezi dvěma rokováními si chtěl zalovit v okolních lesích. Protože se náhodou opozdil, do rukou švédských harcovníků padla pouze jeho nosítka a několik lovčích.
Po nezdařeném nájezdu na Řezno zamířil Banér zpátky do Čech. V té chvíli se od jeho armády oddělili Francouzi a jejich odchodu okamžitě využila císařská armáda a Banér jen o vlásek unikl obklíčení. Po dramatickém ústupu, umožněném opakovaným obětováním svého zadního voje v bitvě u Přísečnice, se přes české pohraniční hory dostal i s poměrně zachovalou armádou do Saska. Nepříteli unikl, svému nezdravému způsobu života nikoli.
Dne 10. května 1641 zemřel v Halberstadtu na pokročilou cirhózu jater. Jeho nástupcem v čele armády byl ustanoven Lennart Torstenson. Jeho syn Gustav, přezdívaný Skvělý Banér, zemřel ve funkci generálního guvernéra Ingrie roku 1677.

### Manželství a potomstvo
Johan Banér byl třikrát ženatý:
- Roku 1623 se oženil poprvé s Kateřinou Alžbětou z Pfuelu (1598–1636), dcerou Adama z Pfuelu v Johansfelde a Vichelu, dvorní dámou Marie Eleonory Švédské. Z manželství se narodily čtyři dcery (Christina, Kateřina, Anna a nejmenovaná, která brzy zemřela) a Banérův jediný syn Gustaf Adam Banér (1624–1681), který obdržel důstojnost Hrabě Banér ze Sortavala.
- 25. července 1636 s hraběnkou Alžbětou Julianou z Erpachu (1600–1640), vdovou po hraběti Georgu Ludwigovi von Löwenstein-Scharfeneck (1587–1633); manželství bylo bezdětné.
- 16. září 1640 se oženil potřetí, a to s markraběnkou Johanou Markétou Bádenskou z Bádenu-Durlachu (1623–1661). Ta se po jeho smrti provdala za generála Jindřicha z Thurnu.